# 2019年7月28日港島區衝突
728港島區衝突，是於2019年7月28日，發生在香港島的大規模警民衝突。事件原定是遊行，路線本為由遮打花園遊行至中山紀念公園，目的是追究7月21日警暴。但市民自行走出馬路，同时该游行被發出反對通知書，因此警方視該集會遊行為非法並嚴陣以待。警察亦在多次发出警告后，於晚上7時開始展開掃蕩行動，並與示威者爆發激烈的拉鋸戰，期間發射大量催淚彈、橡膠子彈、海綿彈、胡椒球彈全力驅散示威者，其後有示威者設置障礙物，更多次點燃路上雜物及大廈外牆棚架，甚至點燃手推車上的紙皮雜物將其推向警方防線，同時利用磚頭、弓箭、高處投擲不明液體等方式還擊。速龍小隊亦多次出動，直接制服和拘捕多名示威者，雙方嚴重衝突直到凌晨12時示威者一方逐步散去才平息，並造成16人受傷以及49人被拘捕; 另外，由於警方發射大量催淚彈，導致催淚煙濃度過高，衝突區域附近的居民受影響，使部分居民因此感到不適。

## 經過

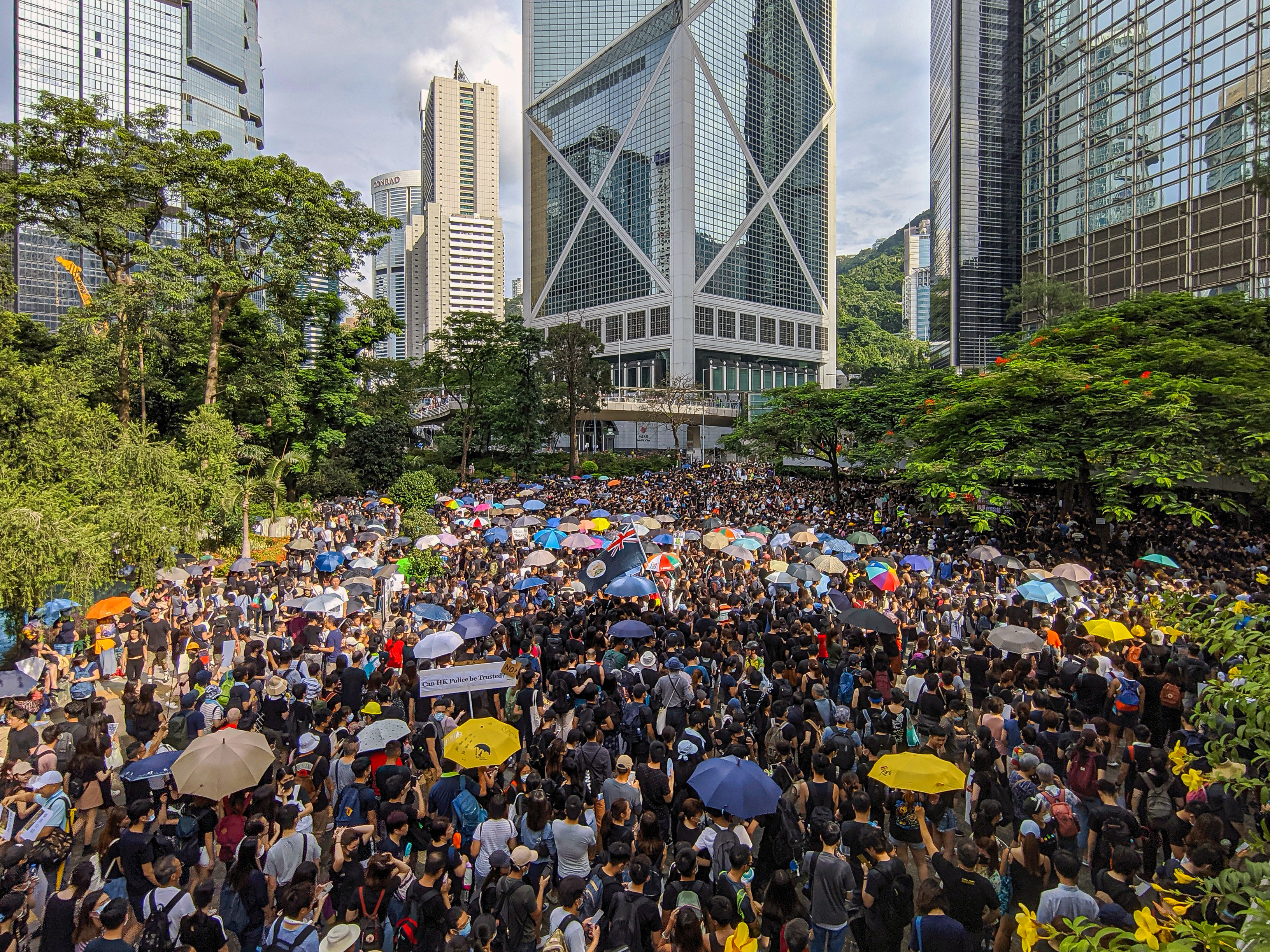
集會在中環遮打花園舉行

### 遊行前夕 警察搜身
冲突開始前，有打算出席的學生在遮打花園突然被多名警員搜身警方檢查其書包、身分證等，過程約5分鐘。學生指，警員收到遮打花園管理員的報告，稱他身上藏有攻擊性武器，並指他若在遊行期間有拆除鐵欄、或進一步衝擊，便會即拘捕他。該學生又指，警員曾要求他回警署調查但被他拒絕。而旁邊圍觀的市民大罵警員行為，最終警員在檢查該學生的隨身物品後離開，該名學生亦遭嚇哭。

### 集會開始
下午3時15分集會正式開始，發起人劉頴匡發言稱，理論上今日集會至晚上11時警方無權清場。他又引述《公安條例》，提醒任何超過30人的遊行需要通知警方，若有人行走被警方反對的遊行路線，就有可能違法。劉又引述警方反對遊行的理由是「按照以往經驗，但凡星期六日、超過二千人的遊行就好危險」，劉認為這是很大的警示，所有未來的反修例遊行都會獲發反對通知書。
他呼籲參與集會的市民在集會結束後，一起護送住在屯門、元朗及天水圍區的市民回家，強調不論何區有事，香港人都會前往該區表達支持。

### 不滿截停私家車 示威者佔路
下午3時25分左右，警員於集會外截停一輛私家車，不讓其通行。警方聲稱車內懷疑有疑犯，涉及偷竊事件，警方又指由灣仔追查該車輛至中環，有示威者走出德輔道中，尾隨涉事車輛前往金鐘方向，同時呼籲其他在遮打花園集會的市民走出馬路。沿途大批示威者不停高叫「香港警察知法犯法」、「黑警可恥」，有警員被周圍的示威人士指罵和包圍。此時，示威者並未決定遊行的目的地。
下午3時40分，示威者佔據金鐘道。其後兵分多路，首先向東行至銅鑼灣怡和街，另外亦有示威者沿《反對通知書》禁止的遊行路線，走向西營盤中山紀念公園或西環中聯辦，最後亦有示威者包圍警察總部和前往金紫荊廣場。
示威者佔路的同時，亦有集會人士決定留在遮打花園，表示只會參與有不反對通知書的遊行及集會。

#### 遮打花園至警察總部
下午4時許，示威者在遮打花園外步行出金鐘道，先是跟隨警察走至警察總部。當時警察總部已經被大型水馬圍滿並開始注水，聚集在警總的示威者因此除佔路外未有進一步行動，只是在軍器廠街、軒尼詩道交界聚集，部分示威者戴上頭盔，並舉起雨傘。有人則舉起標語，亦有人以雪糕筒堵路。下午4時47分，示威者開始離開警察總部，部分加入銅鑼灣的遊行隊伍。
同時間亦有示威者步行至灣仔稅務大樓一帶，在稅務大樓外噴上「光復香港，時代革命」、「警黑合作」等字句。

#### 遮打花園至金紫荊廣場
下午約5時，當中約一百名身穿黑衣及戴上頭盔的示威者突然進入灣仔會展，展開雨傘並高呼口號「光復香港、時代革命」，繞著展覽廳外遊走一圈，由於現場正在舉辦香港動漫電玩節，引來會展內大批市民駐足觀看，有人表示支持亦有感到不滿，但氣氛仍大致和平。
示威者其後走到會展地下並走到金紫荊廣場聚集，打開傘陣，快閃式在地下寫上「共狗，光復香港，時代革命」，僅約一分鐘眾人便離去，當時並無任何警員在場，亦無保安上前阻止示威者。

#### 遮打花園至怡和街

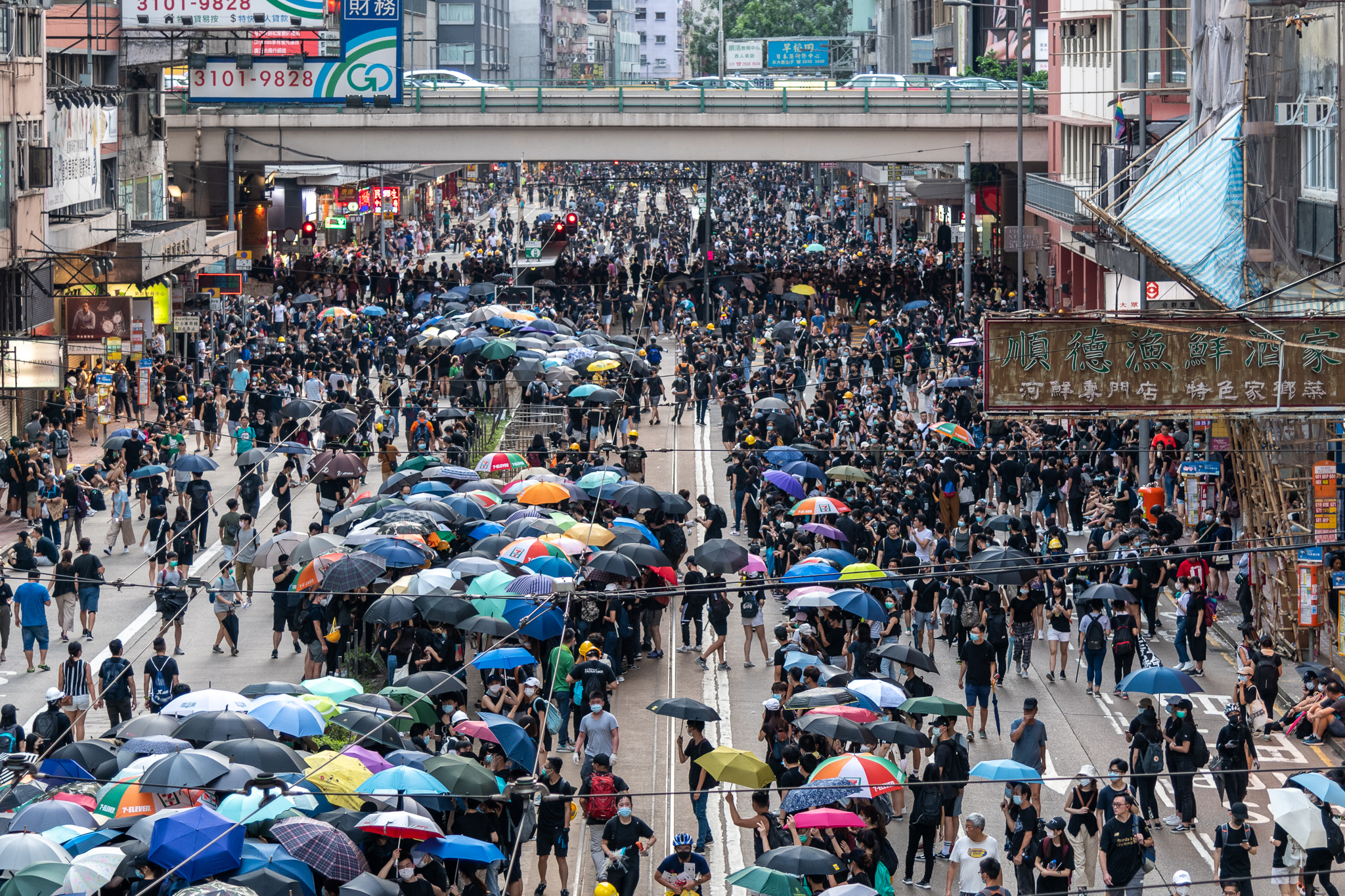
示威者在銅鑼灣佔據軒尼詩道東西線，組成多重路障，並用雨傘阻擋，防止被人拍攝身份

至於另外一批示威者則佔據軒尼詩道東西方向部分行車線，沿途沒有警察佈防。遊行隊伍一路前進，警方在灣仔港鐵站後一個街口封路，引領被困汽車改道，並在遊行人士抵達前離開。
有隊尾附近的示威者在下午4時15分左右，突然調頭走向金鐘方向。
最後示威者在崇光百貨外停下。不少人由中環行到銅鑼灣都沒有任何裝備，連頭盔及眼罩都沒有，有人取來保鮮紙，打算分發給聚集的市民。
下午4時半左右，軒尼詩道一批示威者抵達崇光百貨，並要求隊頭的人回頭，但未見有大行動，其後示威者討論下一步行動，有人建議前往維園，惟未見有實際行動。最後示威者亦未能就前行與否達成共識，直至在下午4時45分決定留守設立防線。
下午5時起，示威者築成人鏈，將物資運往崇光百貨，又以巴士站牌、垃圾箱、雪糕筒、鐵欄組成多重路障，並由雨傘陣保護，佔據怡和街和軒尼詩道，以及用沙填滿電車路軌。東角道、軒尼詩道等都有磚頭被崛起。崇光百貨亦關門，並鎖上鐵鏈，商舖暫停營業，職員離開。
警員除起初協助提早封路後，一直未有再現身維持秩序，現場氣氛大致平靜，無甚衝突，對比中聯辦則較為平靜。
與此同時，網上呼籲有裝備人士前往西環增援，銅鑼灣陸續有示威者離開，分別前往西環和經鐵路站離開。原本在遮打花園的亦有市民行去西環方向。晚上6時20分，西環示威警民對峙有惡化跡象，大批示威者開始進行支援。
晚上9時，軒尼詩道已經幾乎沒有示威者。

#### 遮打花園至西環

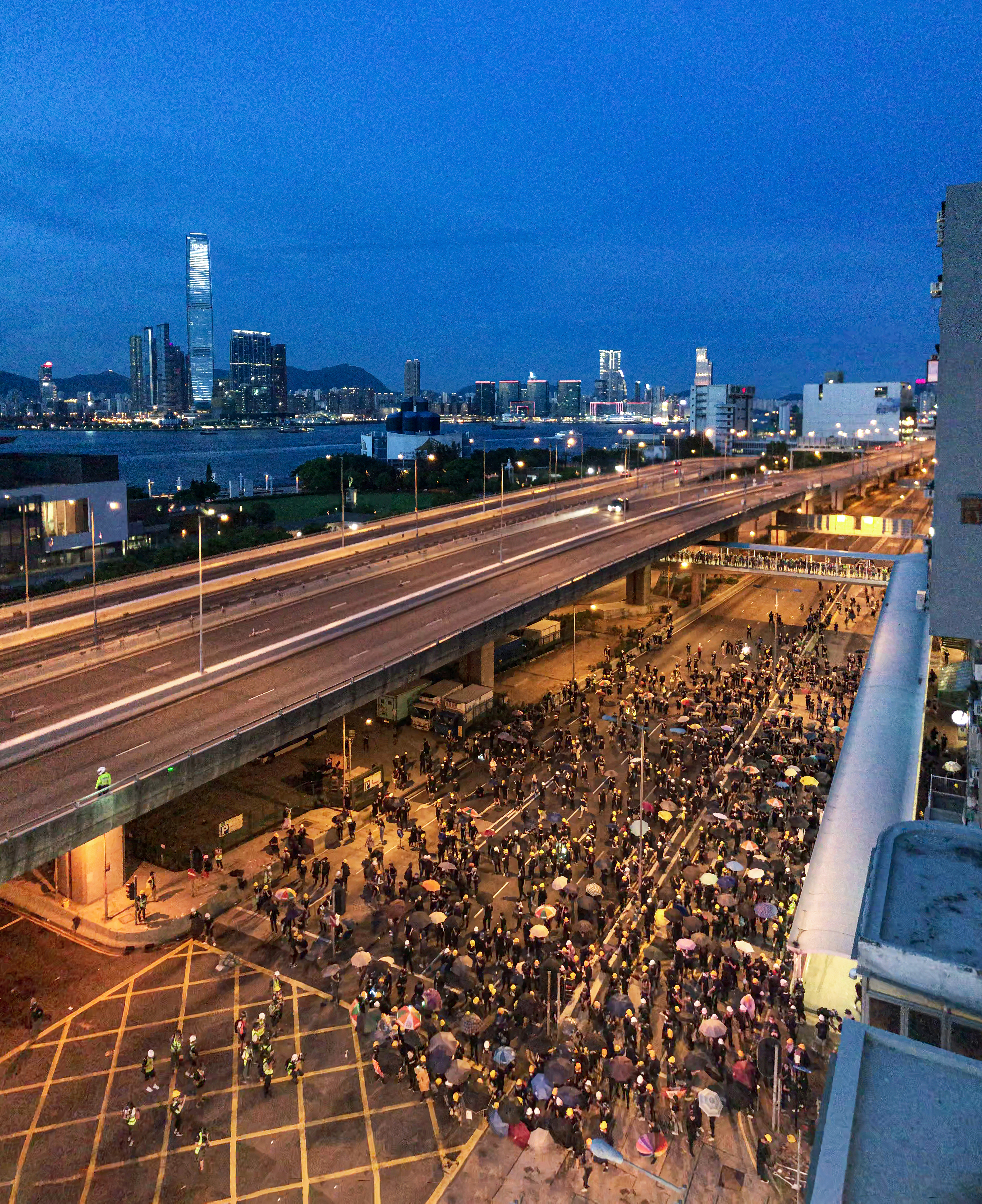
傍晚的西環干諾道西被示威者佔據，而上方的高架道路则几乎沒有汽車行駛

下午5時左右，往西環的示威者走出干諾道中，佔據西行線，表明前往中聯辦。現場示威者就遊行終點出現分歧，最終兵分兩路，一批繼續前往中聯辦，一批停留在干諾道中中區警區總部附近。
大批防暴警察在干諾道西近港島太平洋酒店築起人牆，亦在西區警署外佈防，舉起黃旗警告示威者不得越過封鎖線。
到晚上6時，西環防暴警察多次警告示威者散去無效，開始將防線推進至正街。速龍小隊亦現身示威現場，雙方僅距離50米。
香港眾志的林朗彥在中聯辦附近被警察帶走，在路邊搜身，其後獲放行。

### 清場

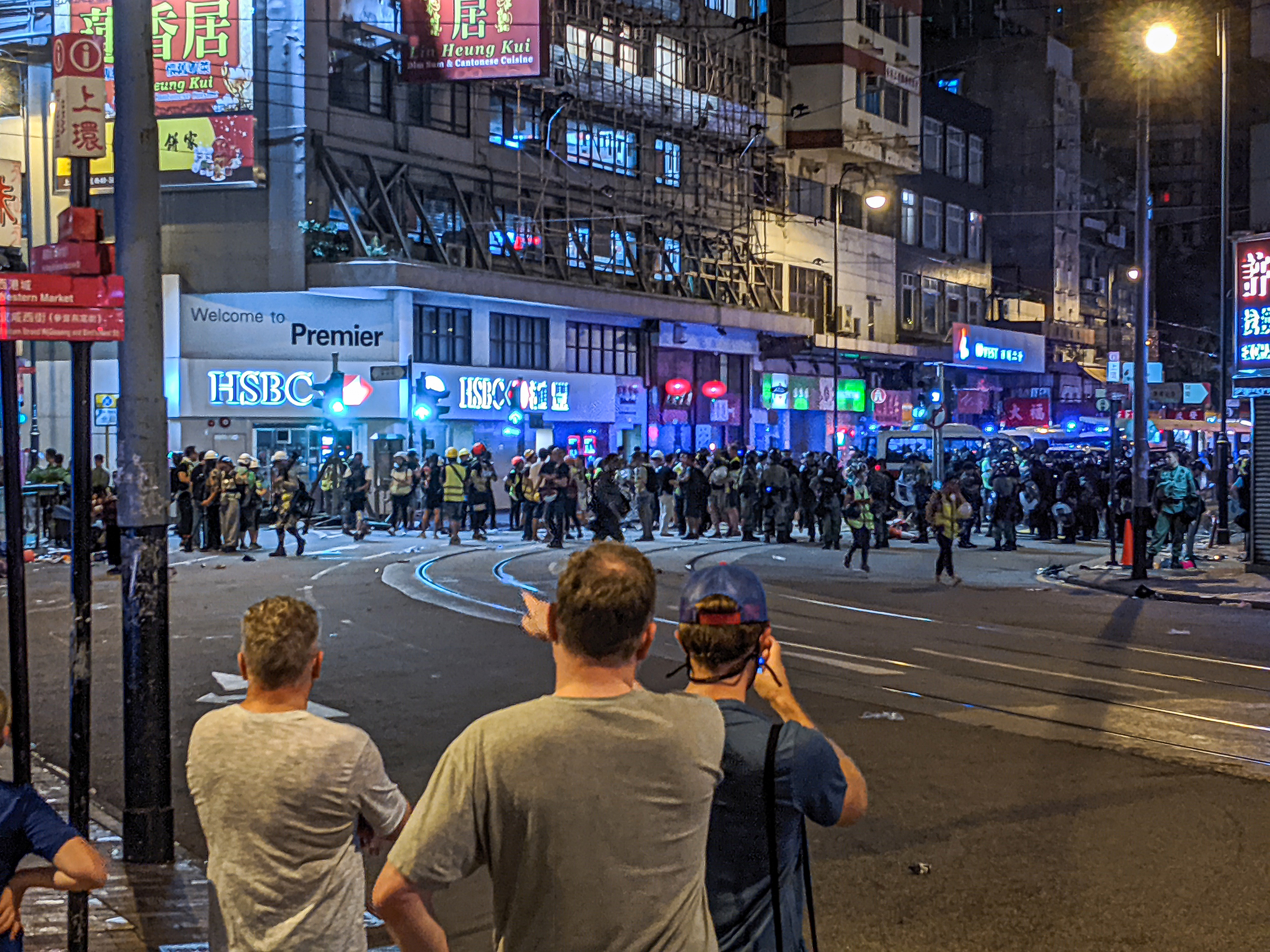
上環電車路有多名防暴警察

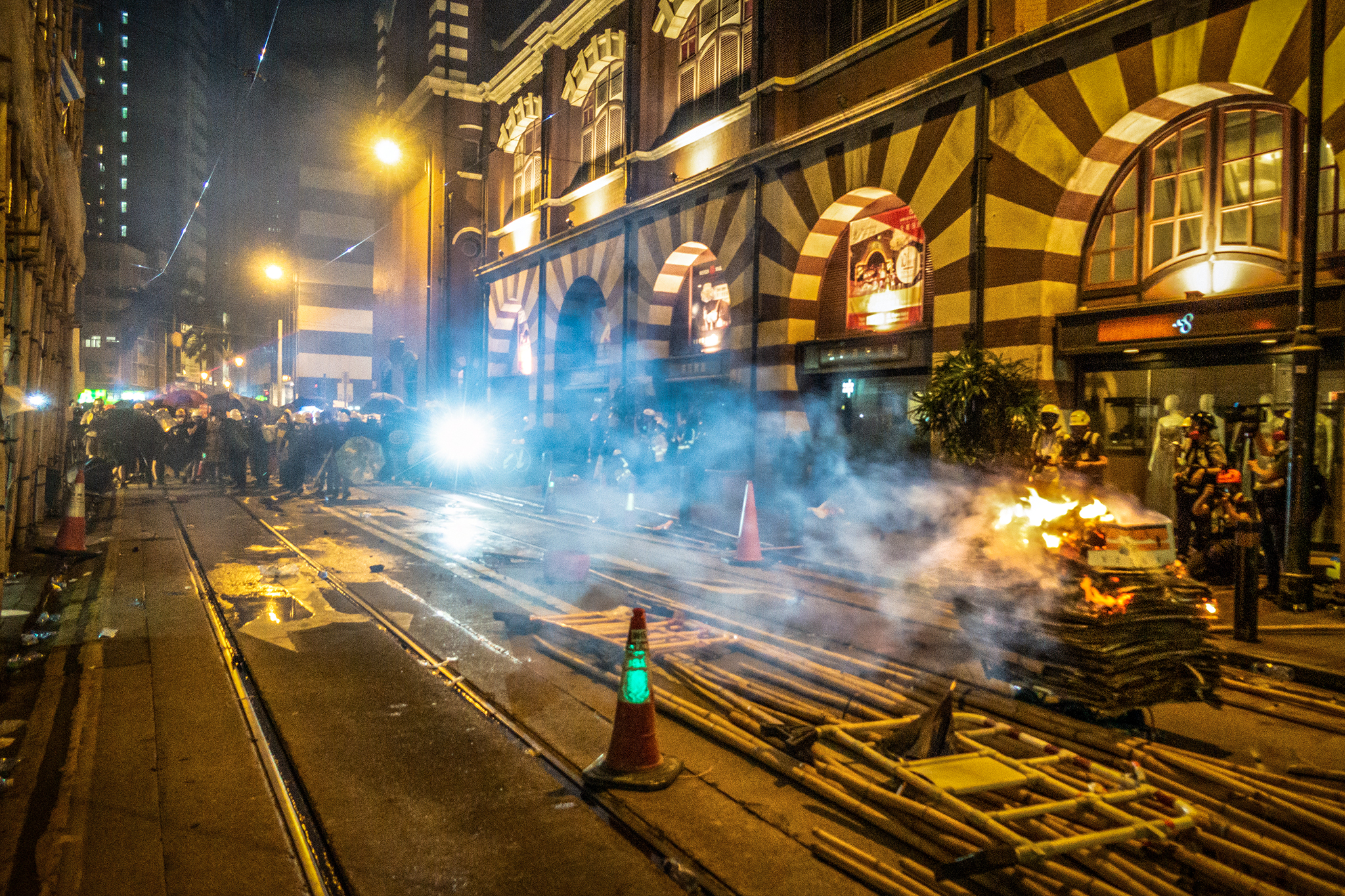
晚上8時46分，有人在上環永樂街焚燒雜物，防止警員走近

晚上7時，警方展開清場行動。警察先是在西區警署及干諾道西舉紅旗和黑旗，隨後發射催淚彈，市民把防線稍為後退。示威者之後繼續敲擊硬物。
警方之後發表聲明，表示「一批示威者集結在西區警署附近一帶馬路，向警察防線投擲磚頭」。鑑於情況惡化，因而進行驅散行動，並呼籲在場人士離開。
示威者退至德輔道西後，不肯散去，並動用竹支，水馬，形成防線，警方多次警告下，多次叫囂前進，不得不施放催淚彈。
晚上7時半，警方警告非法集結的示威者馬上離開，否則拘捕和檢控。五分鐘後，許智峯嘗試與警方指揮官溝通但被拒絕，示威者則後退20米。
晚上7時40分，警方在干諾道西首度舉起橙旗，警告示威者要撒離，否則開槍。手持鐵通、竹枝、行山杖的示威者不接受警告，跟隨一救護車前行至警方防綫附近挑釁，雙方距離拉近。此時，警方在德輔道西施放催淚彈。
晚上8時，速龍突襲示威者，多人走避不及被制服，多名示威者被捕，眼罩及口罩摘下，以粗索帶將其雙手反綁。
公民黨立法會議員郭家麒批評警方打野戰，視示威者是「賊」。他又稱有附近居民因警方在住所附近放催淚彈，令眾多長者及小朋友難以呼吸，他認為警方的做法極不專業。警方則呼籲附近住戶關窗。
警方亦將防線推前，示威者急忙後退。有人在上環永樂街焚燒雜物，有人鋸斷竹枝，又有人崛起地上的磚頭。
港鐵同時宣布因應警方要求，西營盤站、香港大學站和堅尼地城站列車服務暫停。

#### 衝突升級

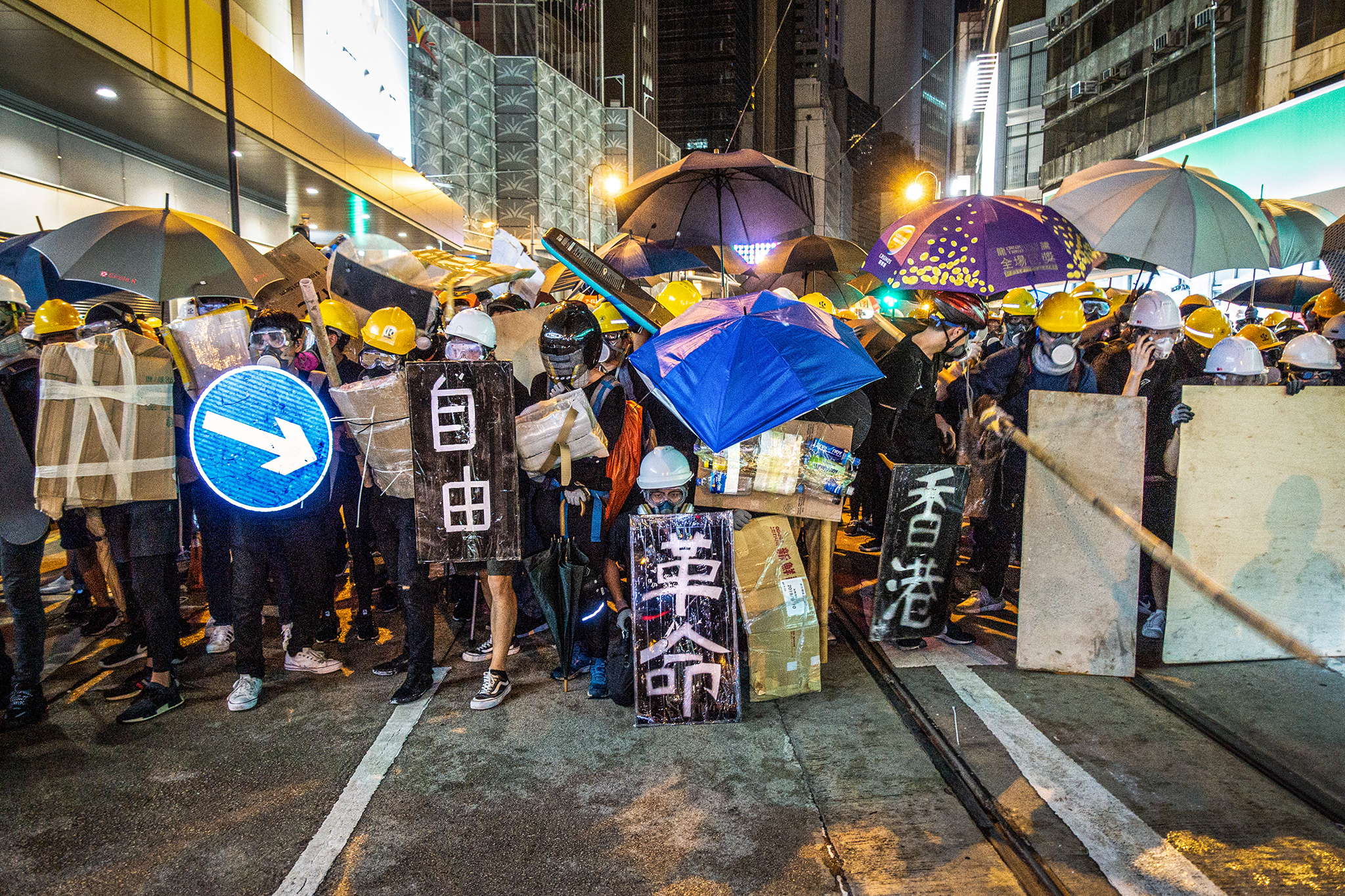
晚上10時，示威者在上環德輔道中永安中心對出設置防線

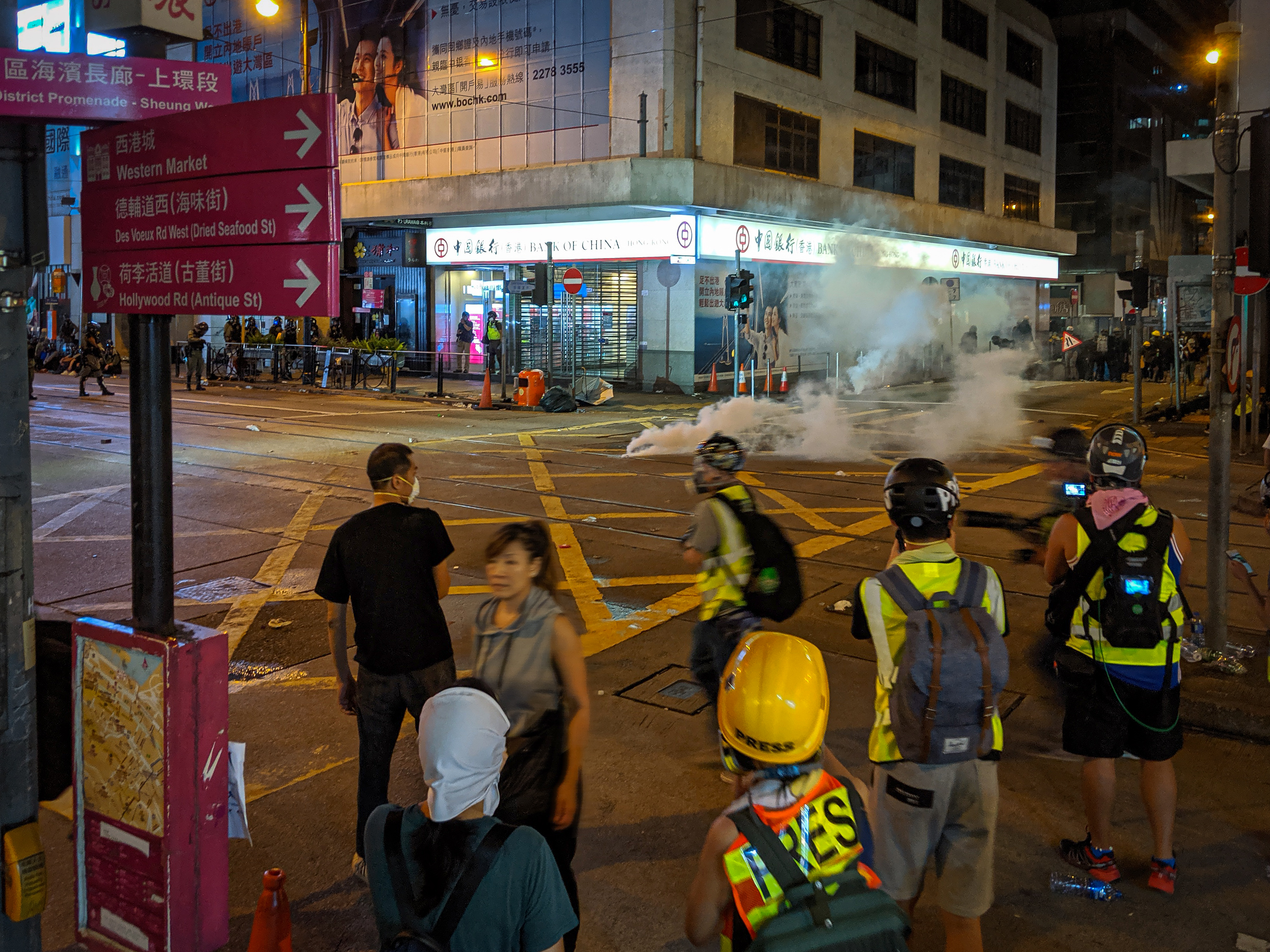
晚上10時26分，警員在上環禧利街施放催淚彈

其後的半小時，警方不斷大量施放催淚彈，其中更有催淚彈令大批紙皮焚燒。示威者則將起火的手推車（「火車」）推向警察防線，警方因而施放催淚彈。「火車」其後被消防員撲熄。亦有其他起火雜物被人淋熄。
《美國之音》報導，警方在晚上8時40分左右於西營盤向中環方向進行清場行動，一隊防暴警察在上環西港城外向集結在內街的示威者發射催淚彈及投擲式手榴彈。
晚上8時45分，警方聲明表示示威者在多處地方縱火。其中有人在上環西港城附近，燃燒手推車上的紙皮雜物。示威者使用的暴力正在升級，予以嚴厲譴責，呼籲在場人士保持冷靜。警方消息指駐香港島警察已部署3000多人準備出動，其他總區亦有增援部隊隨時候命。
晚上9時，示威者在急庇利街重整防線，據知信德中心外有示威者以丫叉向警方防線射石仔。
警察在9時20分和35分兩度舉橙旗，示威者後退，部分人經過遮打花園時高叫「時代革命，不撤不散」。在德輔道中，警方亦再向前推進，並大聲喝記者向前行，途中不斷以閃光燈照射記者鏡頭。至9時50分，速龍小隊衝向文華里，閃電制服示威者。
近晚上10時，逾千示威者將防線繼續後退，有示威者進入上環站A1出口離開，部分示威者則被警察制服。防暴警察則守在出入口。
10時10分，干諾道中近林士街多層停車場有示威者從行車天橋向警員擲路牌、木條及雜物。警員嘗試向該批示威者發射催淚煙但不成功，反而令地面記者走避。
直至晚上11時，警方依然大量施放催淚彈，其中在畢打街名店街附近施放催淚彈，示威者防線時守時退。11時05分，示威者退入上環站和中環國際金融中心，但最前排的示威者繼續留守。防暴警察增援的同時，亦開始拆除路障。

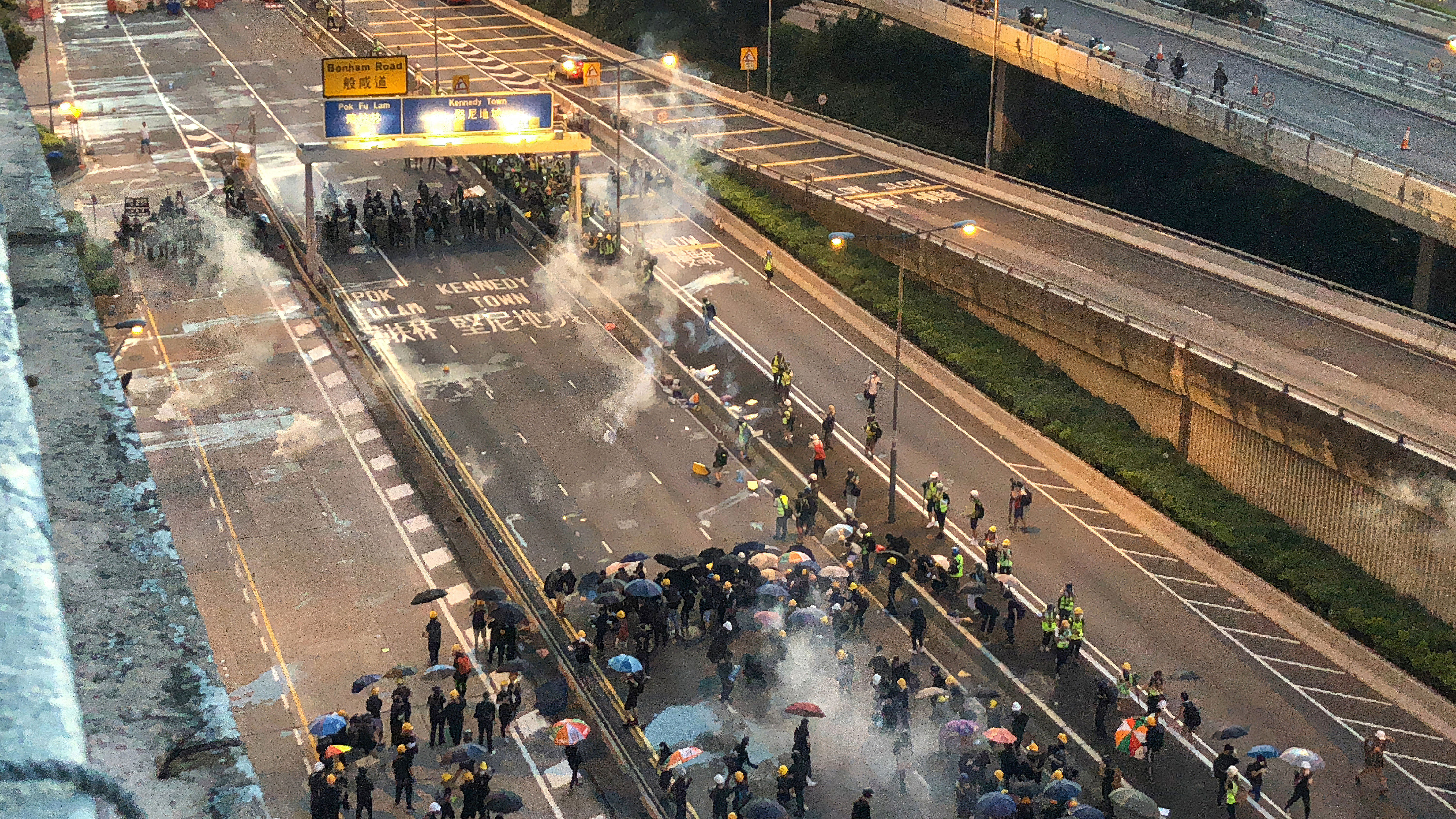
警方在干諾道西施放催淚彈
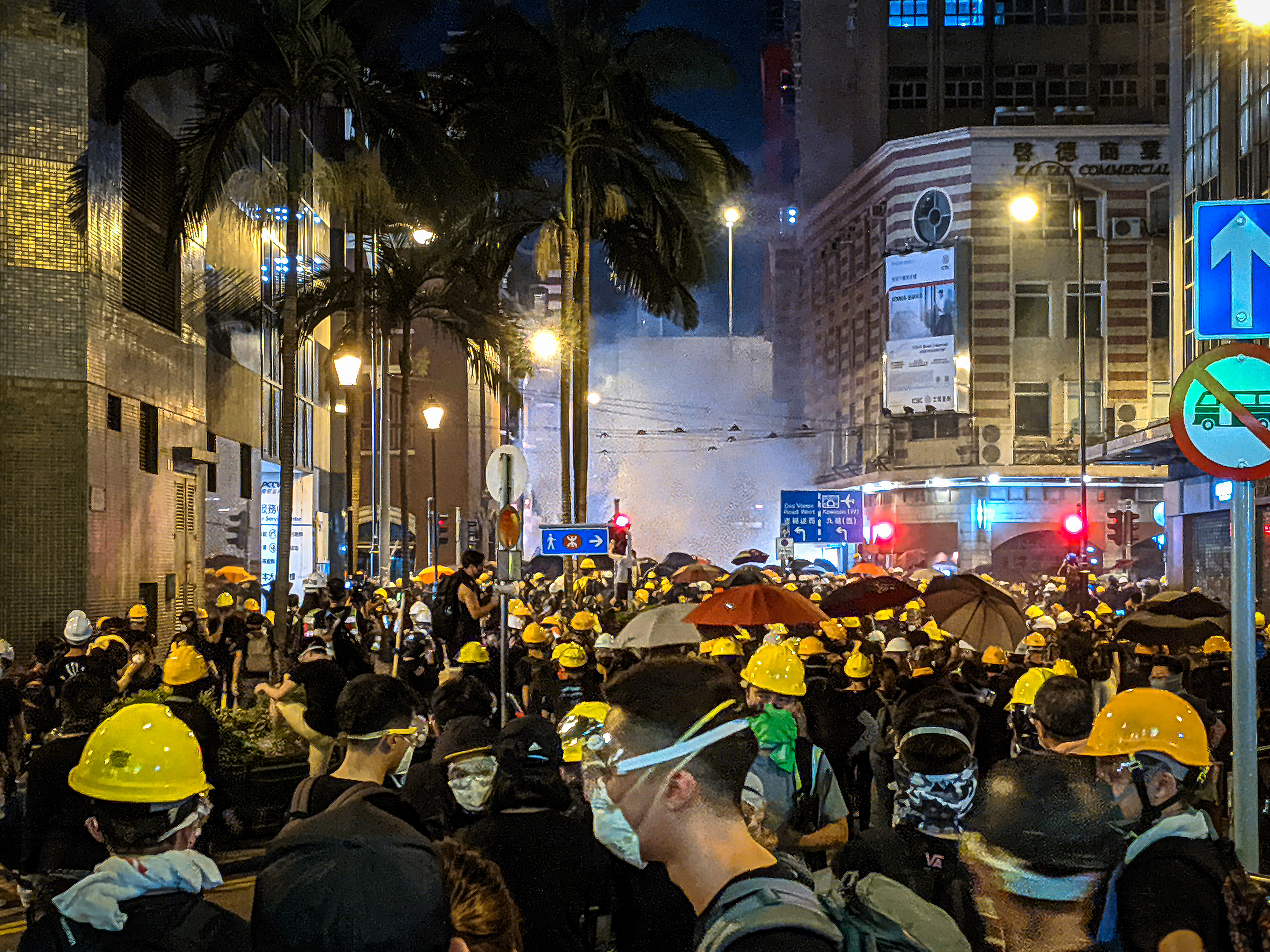
晚上8時37分，示威者退至上環摩利臣街一帶
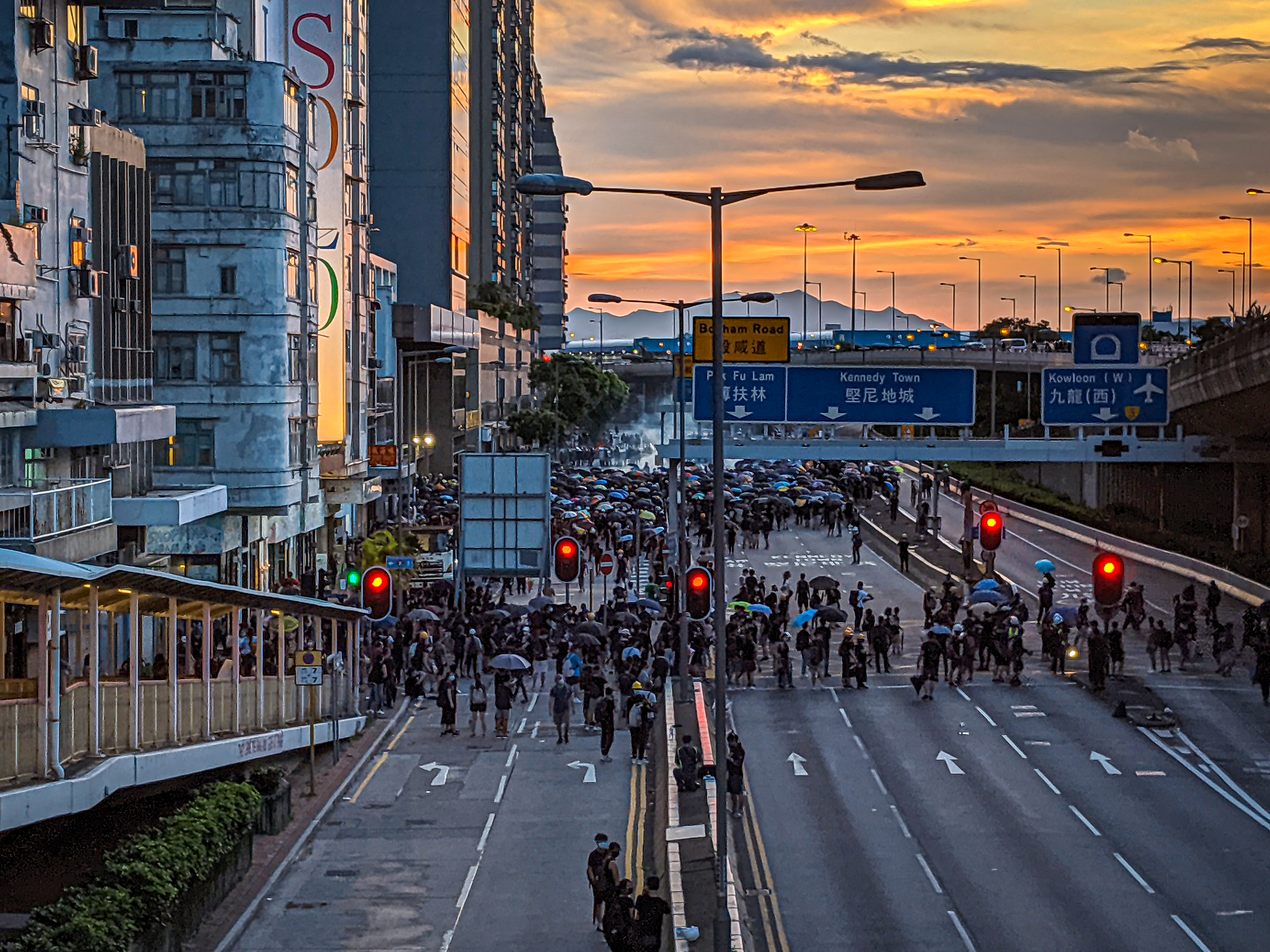
大量示威者在干諾道西聚集，警方於前方發射催淚彈
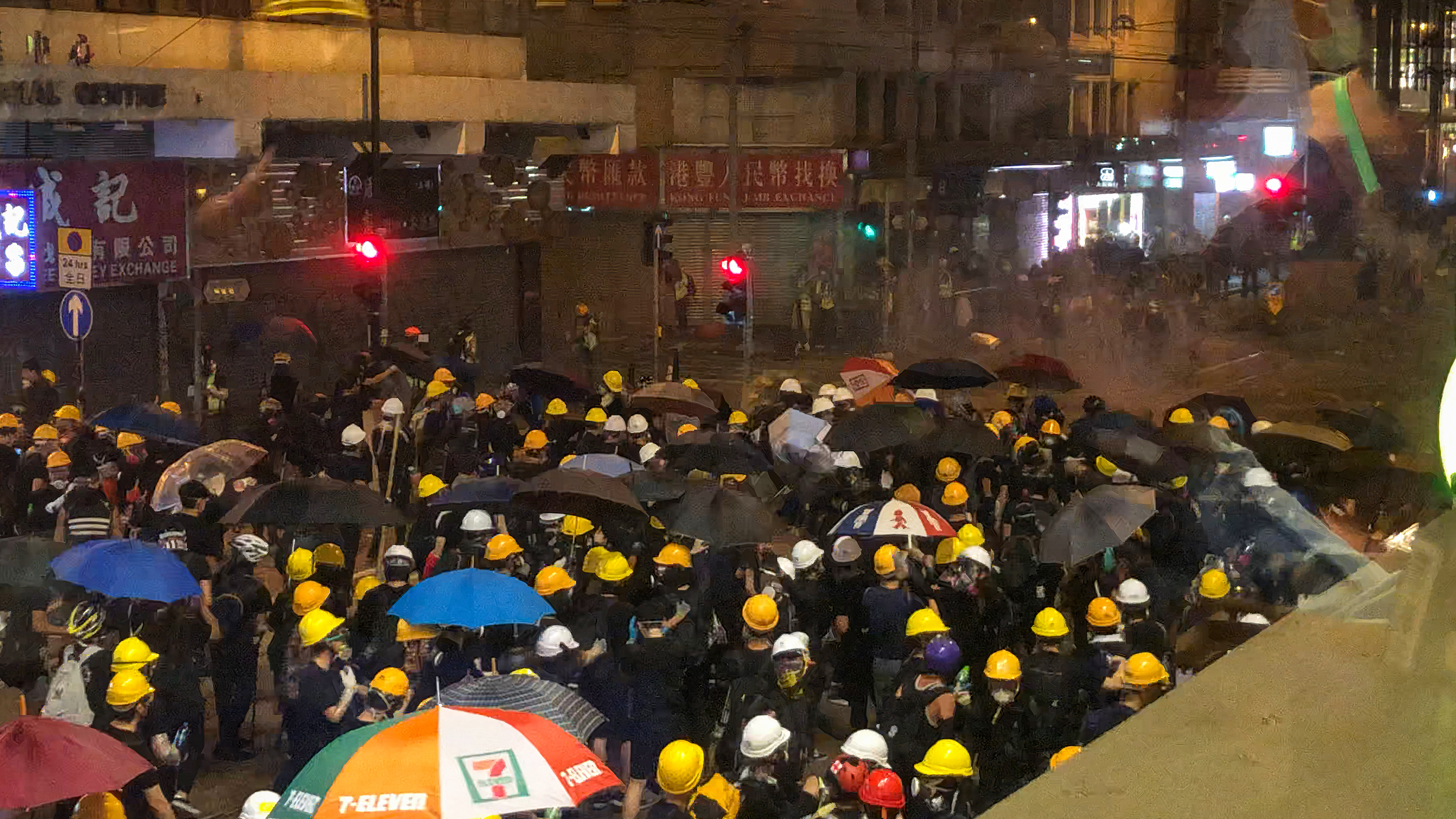
警方在德輔道中向示威者施放催淚彈，示威者以傘陣抵擋
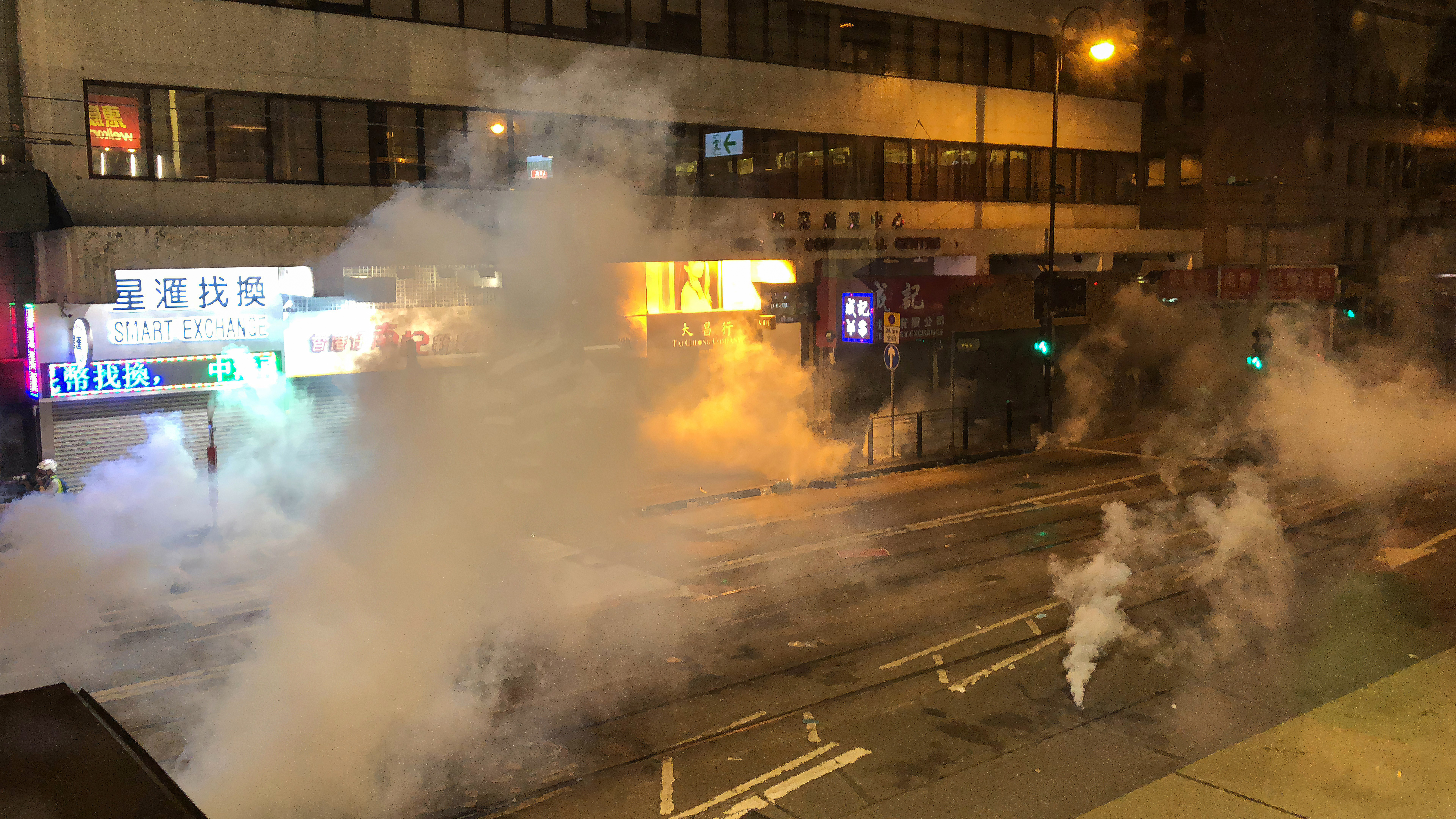
警方在德輔道中大量施放催淚彈

### 清場結束
11時半，示威者在上環站等候列車離開，大批黑衣人亦在中環站聚集，此時港島綫服務回復正常，路面則有警察包抄記者。
晚上11時50分，警方於干諾道西天橋清場，走到中環國際金融中心入口，並想通過商場繼續前進，但礙於商場為私人物業需獲批准。當時商場門外有數名身穿西裝的保安員，其後一名疑似國金代表走到防暴警的防線前，向他們表示：「你哋（警察）最好停喺度唔好再向前，話番畀你哋指揮官聽，我哋唔歡迎你入嚟商場。」（你們警察最好停止前進，告訴給你們的指揮官，我們不歡迎你們進入商場。）最後警察離去。
接近凌晨12時，清場行動宣告結束。警方在德輔道中撤離，經警車離開現場。清場行動歷時近5小時。

### 集會結束
晚上10時10分，銅鑼灣示威者改到遮打花園，現場有二三百人，不少示威者在集會現場收集示威物資。
晚上11時，遮打花園集會宣告結束，整場集會都保持和平。主辦者劉頴匡表示集會高峰時有1.1萬人，又表示港島北部有「約1萬宗不同路線、人數不超過30人的合法遊行」。警方則表示高峯期有5000人。劉頴匡又支持市民捍衛自己的遊行集會自由，並強烈譴責警方晚上的清場行動，認為香港警隊已失去自控能力。

## 爭議

### 催淚彈寫明不准直接向人射擊

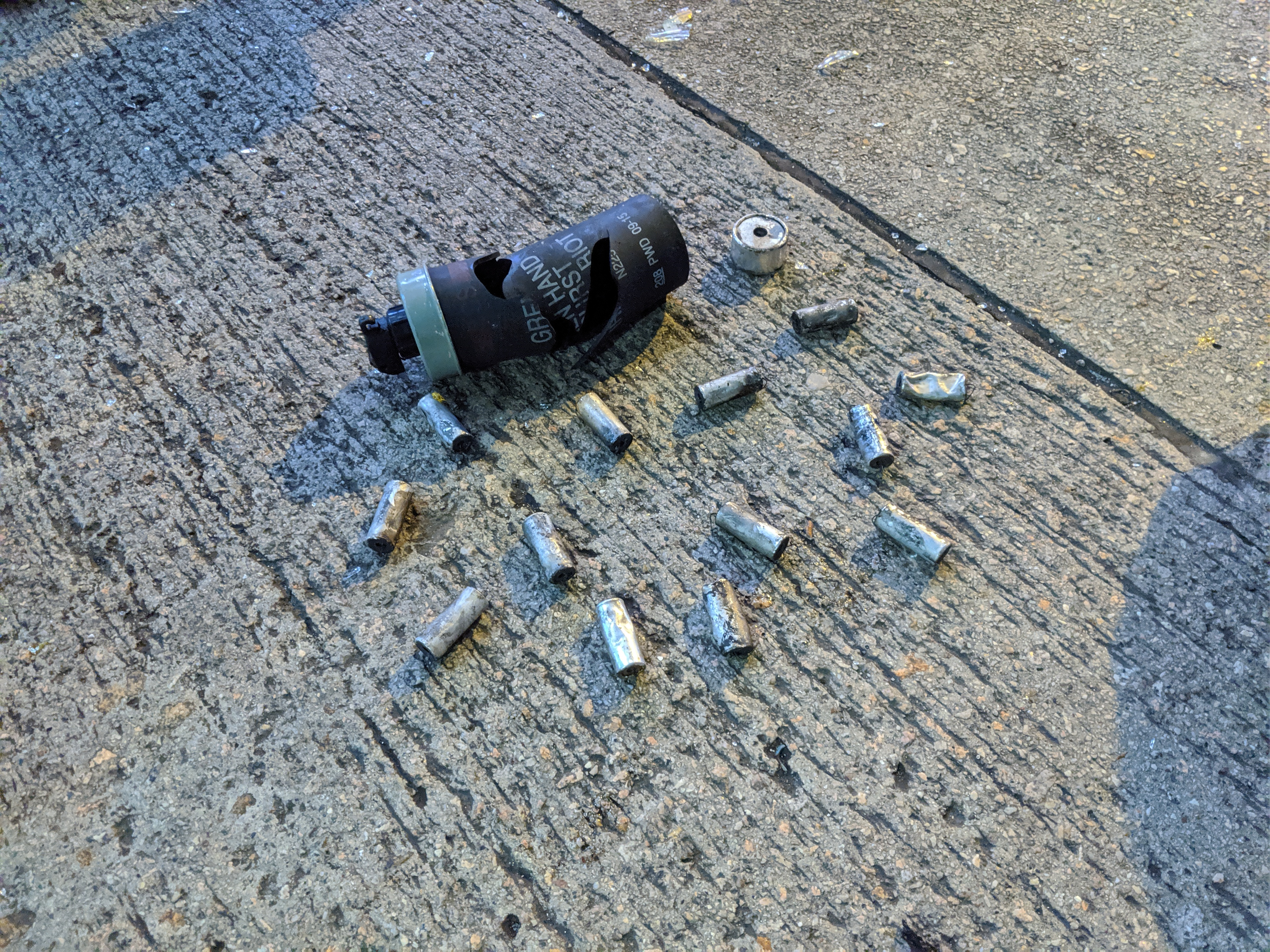
衝突過後留下的催淚彈殼

警方清場期間，頻密施放催淚彈及發射橡膠子彈驅散，令現場迅速煙霧彌漫。記者發現衝突過後留下的「MP-6M5-CS」催淚彈殼及「MP-4-R3」橡膠子彈殼由美國生產商NonLethal Technologies製造，並印有「不准直接射擊他人」的字句，而生產商的指引寫明不准向人射擊，否則或會造成嚴重受傷、甚至死亡。香港眾志秘書長黃之鋒在其個人Facebook專頁表示警方知法犯法，明顯違反相關武器指引，要求美國停止出口有關裝備給香港警察。

### 催淚彈濃煙湧入民居
上環和西環一帶以住宅為主，警方在高密度環境下施放催淚彈，引致濃煙湧入民居。一名居於銀行大廈3樓的中年婦女表示單位窗戶受催淚煙影響，感到喉嚨痛到想嘔和看不到東西，歷時5至10分鐘。而威勝商業大廈保安表示，雖然警方在施放催淚彈已指示關窗，但大堂內三名男職員仍中招，需沖水解決。
區政聯盟召集人柯耀林表示，晚上9時50分在上環文華里有男童回家期間吸入催淚煙不適，母子二人呼吸急促及眼部不適。其後有附近的示威者及救護人員上前為他敷治，男童的母親在旁安撫，兩人在男童情況得以紓緩後安全離開。
柯耀林又指，警方施放催淚彈的位置接近民居，而區內有不少長者及小童，批評警方做法過分。

### 警方使用過期催淚彈
大量市民被過期催淚彈化學灼傷。

### 在場救護人員被控暴動罪成
當時在場負責人道救援工作的28歲女註冊護士陳永琪在當天7月28日被捕，期後警方以「在香港上環干諾道中與文華里交界附近連同其他人參與暴動」控告和於法庭進行第一次提訊，獲裁判官准許保釋，但需要遵守每星期到警署報到1次、宵禁令、期間不得離港的條件。而香港醫護人員聯署聲援她，聲明中嚴重譴責香港政府罔顧人道精神、缺乏人倫道德，要求香港護士管理局不會採取任何追究以及法律行動，以及法庭正視訴求，無罪釋放陳永琪。到2021年12月30日，她被裁定暴動罪成。

## 回應

### 香港政府
醫院管理局發言人稱，截至7月29日凌晨12時半，港島區衝突中有16名傷者，包括11男5女，年齡介乎17歲至50歲，當中4人已出院，其餘12人仍於瑪麗醫院留醫，情況穩定。
香港政府回應728集會，指自下午開始有市民在香港島不同地區進行未經批准的集結，其中在上環及西環一帶有激進示威者作出暴力行為，包括向警務人員擲磚、縱火，甚至以載有燃燒中紙皮的手推車推向警方防線，對警務人員以至其他市民構成危險。聲明批評激進示威者目無法紀，以暴力破壞社會安寧，予以強烈譴責，政府會繼續全力支持警隊執法，遏止暴力行為，回復社會秩序。
香港警務處高級警司余鎧均形容今日示威人士為「激進示威者」，並指他們破壞公物，四處縱火，令人髮指，武力「愈演愈烈」，警方予以最嚴厲的讉責。她指警方在事後發現到弓箭，屬致命武器，但未有見到有人使用。
警方拘捕49人，涉及非法集會及藏有攻擊性武器。警方稱，就今日處理示威有機會影響附近民居，警方已聯絡涉及民居的管理處。有記者質疑，警方武力亦愈來愈強烈，她就回應只是因應示威者行動，「使用什麼武力，不是我們（警方）決定」。

### 中华人民共和国國務院
中华人民共和国國務院港澳事務办公室於2019年7月29日5时舉行新聞發佈會，並由新闻发言人杨光和徐露颖介绍对香港当前局势的立场和看法。杨光指出香港事務是中國內政，其他國家不容干涉，部份西方政客為求搞亂香港以遏制中國的發展，而發表邏輯奇怪的談話，相信這個圖謀是無法得逞的，而香港當前最重要任務是堅決依法懲治暴犯罪行為，「坚决支持『爱国爱港人士』捍卫香港法治的行动」。

## 拘捕
7月29日晚上，香港警方表示拘捕了49人，涉嫌參與非法集結以及藏有攻擊性武器等罪名。同時在示威現場檢獲棒球棍、竹枝、鐵槌、滅火筒及弓箭
到7月30日，律政司與警方開會後，決定落案起訴45人，當中44人被控暴動罪，當中一名33歲男子被加控一項襲警罪。一名25歲男子被控藏有攻擊性武器罪，於7月31日在東區裁判法院提堂。兩名男子暫准保釋待查（其中一人是前民主人權陣線召集人楊政賢，涉嫌阻差辦公罪），另外兩名男女獲暫時釋放。

### 提堂，審訊和判決
案件有共44名被告，只有6人脫罪。另外2人正被法庭發出拘捕令。
7月31日，案件在東區裁判法院開審，裁判官准許全部被告人獲准保釋，押後至9月25日再審，但要遵守宵禁令和不得離港，並且要每星期到警署報到。只有報稱任職機師的30歲被告獲准以工作原因離港。一名22歲女被告缺席聆訊，法庭發出拘捕令。
9月25日，改在西九龍裁判法院再開庭，控方以調查需時為由申請再度延後，裁判官決定暴動罪案件其中2件押至11月19日，1件押後至10月29日，而在公眾地方管有攻擊性武器罪則押後至10月24日。45名被告繼續保釋，撤銷宵禁令，其中41人獲撤銷離境禁令。
10月24日，其中1名內地被告於西九龍裁判法院就被控在公眾地方管有攻擊性武器罪承認控罪。其後還押至11月7日宣判被告入獄6星期。
10月29日，西九龍裁判法院再聆訊，一名27歲男被告缺席聆訊，法庭發出拘捕令。裁判官宣佈基於風險，於保釋條件中增加禁止離境，其他條件不變。控方申請將控罪書修訂和案件轉介區域法院提訊，裁判官宣佈改於11月19日於區域法院提訊。
11月19日，西九龍裁判法院再開庭，控方申請將案件中3名被告加控無牌管有無線電通訊器具罪，案件轉介區域法院，但在西九龍裁判法院聆訊，12月10日由區域法院法官處理。被告繼續原有條件保釋。但增加禁止離境。
12月10日，西九龍裁判法院再開庭，由於涉及被告的人數眾多，42名被告分三宗案件處理。
- 首宗暴動罪案件控告3人涉及一項暴動罪，指三人在德輔道西近西邊街一帶，連同其他人參與暴動，其中2人另外被加控無牌管有無線電訊器具罪。法官將案件押後至2020年3月6日，預計審訊需時8日，有35名控方證人，涉及3至4小時相關錄像片段。法官將案件暫時押後，讓控辯雙方決定審訊日期。

- 至於另外兩宗暴動罪案件，分別涉及24人被控在上環德輔道西近皇后街一帶，連同其他人參與暴動，其中一人選擇認罪。另一宗則有15人，被控在上環干諾道中及文華里附近，連同其他人參與暴動。控方指仍需要時間準備文件，法官將案件押後至2020年2月19日再提堂，其間各被告可繼續保釋外出。到2021年2月22日，其中在上環涉暴動的23人案開始審訊，由區域法院法官陳仲衡審理，預計審期共為60日。其中第四被告另被控一項無牌管有無線電通訊器具。而另一名被告被控以手肘襲擊總督察的胸口。[51]

2020年6月5日，控方大律師首宗案件審理中，向法庭表示因前一天才知道負責警員對其中一被告覆述的招認並非「一字一句」，決定不使用其作檢控。
2020年7月24日，法庭宣判首宗暴動罪案件，「赴湯杜火」湯氏夫婦與一名17歲少女罪名不成立。但其中1男1女的無牌管有無線電訊器具罪罪名成立，各罰款港幣1萬元。郭啟安引述終審法院2010年奶昔落迷魂藥殺夫案「寧縱毋枉」的法律原則，在普通法下，法庭審理刑事案件一直奉行「無罪推定」和「疑點的利益歸予被告」原則。而控方也未能證明湯氏夫婦當日曾經身處德輔道中，而17歲少女被告只是圍觀，未能證明參與集結。不過湯偉雄和杜依蘭無牌持有無線電對講機罪名成立，各罰款港幣1萬元。不少到場支持的人士得悉裁決後感動落淚。而湯偉雄和杜依蘭透露，在宣佈裁決前，兩人情緒幾乎崩潰。而脫了暴動罪也不會慶祝，因為目前有不少示威者還未得到公平的裁決。 不過其後律政司向高等法院上訴庭申請釐清法律議題，到2021年3月25日裁定共同犯罪原則適用於非法集結和暴動罪，即使犯案者不是身處現場，亦有機會被定罪。
2021年5月7日，代表其中12名被告的辯方大律師提出更換法官申請，是反修例案首宗換官申請，理由是主審法官陳仲衡挖苦及嘲諷辯方，陳仲衡於5月10日駁回辯方申請。
經過60多天審訊後，區域法院法官陳仲衡裁定20人因以主犯身分參與暴動而罪成，其餘3人暴動罪不成立。當旁聽親屬聽到裁決後均情緒激動，有人嚎啕痛哭，需要親友協助步出法院。法官亦頒下共有1,381段的書面裁決理由，詳細列出每一名被告的當日行為、裝束、被截停位置及時間和身上攜帶的物品。其中第3被告雖然表示自己是無意參與，不過法官不接納其證供，指他可以繞路前往目的地，並非往示威現場。加上被告持有示威者常見的裝備和接納警員的證供下而裁定罪成。而第19被告被拍到用水樽望淋熄催淚彈和照料沖眼示威者，法官認為此舉代表被告為現場示威者提供助力，也是「主犯」一份子。
2022年1月8日，法官陳仲衡形容當日有大批人參與暴動，人數遠超於警方，指出示威者的裝備是有備而來，並對市民造成極大滋擾。他指出警方多次警告示威者和平散去，不過他們沒有理會，反映了示威者「沒有珍惜警方給予他們和平散去的機會」。他認為此衝突「令相當撕裂的香港社會更加撕裂」。法官亦批評簡健煌的陳情，認為他是將暴動合理化，以7.28暴動來解決7.21元朗暴動，不但無法解決問題，更會產生更多問題，是鼓勵其他人步向他的後塵。最後各被告被判監禁30至42個月。
同案亦有15人被控在上環干諾道中及文華里附近，連同其他人參與暴動。當中包括教師，飛機師和護士。在審前認罪案中，只有19歲被告認罪及獲准保釋。2021年12月30日，法官練錦鴻裁定14名男女暴動罪成，除了審前認罪的19歲被告外，其餘被告均須還押。到2022年1月31日，法官練錦鴻聽取辯方求情後，稱「唔鍾意判人坐監，尤其是你哋（被告）大多身家清白，有啲喺社會相當成功」。不過他重申法律是法律，成年人要為自己的行為負責。他又稱「會睇吓有咩有利觀點加落去」，案件押後至2月9日判刑。不過由於荔枝角收押所內有在囚人士確診，法官練錦鴻將案件押後判刑。
到4月5日，區域法院法官練錦鴻判刑時指各被告都是被別有用心的意見領袖、自詡年輕人導師的人而參與這場「血腥嘉年華」，指出香港的自由因他們的行為而收窄。同時令社會互信及和諧一旦被破壞難以在短時間修復，亦破壞香港的國際聲譽。其中13人分別被判囚三年半至四年，機師被判42個月監禁，而任職註冊護士的被告監禁44個月。另外兩人分別被判入勞教中心及教導所。

## 後續影響及事件

### 示威者前往葵涌警署聲援被捕的示威者 警員多次用槍指向示威者

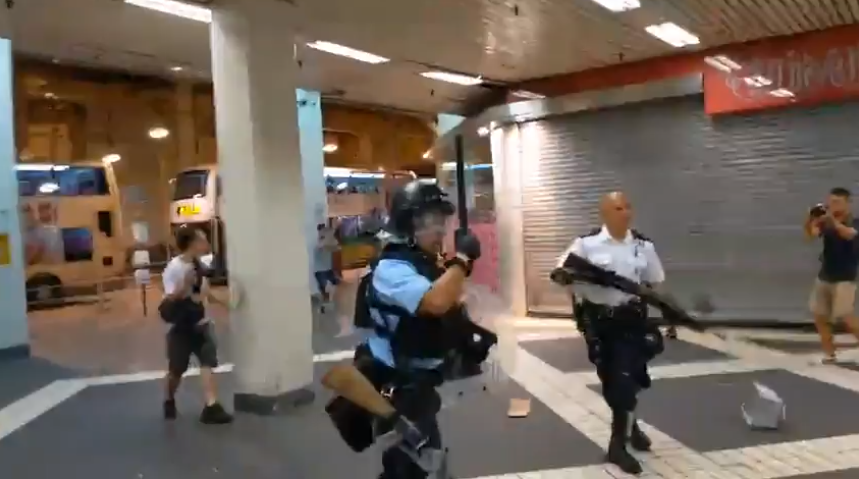
白衫警員多次在新葵芳花園商場好爵中心用槍指向市民，引起示威者不滿

7月30日晚上約9時，超過200名示威者到葵涌警署外聲援被捕者。警署落閘，而市民則高叫「黑警」、「放人」、「沒有暴徒 只有暴政」、「光復香港 時代革命」等口號，部分人在警署外牆寫上「黑警」字句，並向警署投擲雞蛋和用激光照射警署內的警員。示威者走出警署外的一段葵涌道，佔據往荃灣方向的三條行車線，警方施放胡椒噴霧驅趕人群。到晚上10時30分，葵芳站外圍突然出現多名手持盾牌防暴警察，示威者向他們投擲雨傘等雜物後，警方再次施放胡椒噴霧驅趕人群。而新葵芳花園商場好爵中心和葵芳站公共運輸交匯處更有白衫警員多次用槍指向示威者，引起示威者不滿，並再次多次向警察投擲雜物，有數名記者被擊中。而巴士站內亦傳出「嘭」一聲。白衫警員其後登上衝鋒車離開，而警員最終返回警署內。

### 近千人在風雨下 到東區法院外聲援

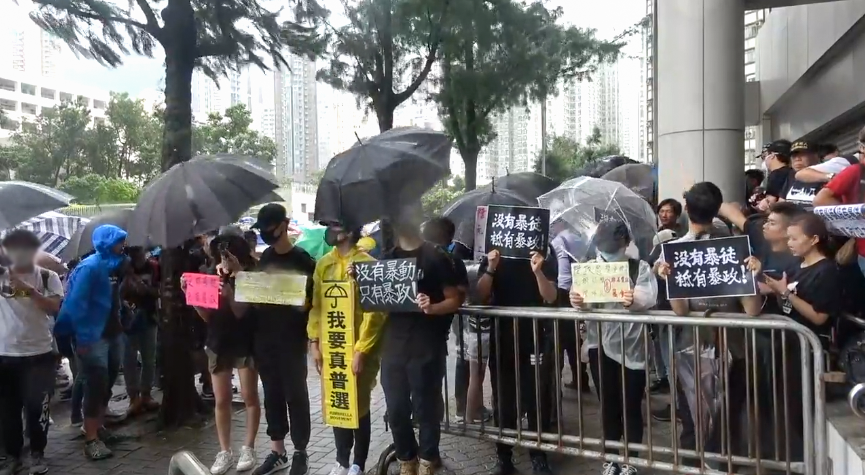
前來東區裁判法院聲援的市民一邊撐傘，一邊高舉「沒有暴徒，只有暴政」的標語；也有人穿上黃雨衣，並手持「我要真普選」標語牌

7月31日早上8時起，近千名市民冒住3號風球橫風橫雨的天氣下，到東區裁判法院外聲援近5小時。而進入公眾席旁聽的隊伍亦出現非常長的人龍。立法會議員郭家麒、許智峯、工黨主席郭永健、佔中九子之一鍾耀華，和社民連成員吳文遠及梁國雄亦有前來聲援。
到下午1時半左右，一輛警方小巴駛入法院外的太安街時，大批的市民隨即起哄，以手及雨傘拍打警車洩憤，並且使用樹枝、紙皮等雜物塞進車頭的防護網，其後更有人幾乎毀壞防護網，之後有年長人士阻止，並且代為向車內的警員致歉，警車最終離開。下午近2時，市民得悉天文台掛起8號風球後，開始陸續散去。

### 夫婦少女暴動罪罪名不成立
警方控告夫婦湯偉雄及杜依蘭，連同一名17歲少女被控於當日在德輔道西近西邊街一帶，和其他人參與暴動。2020年7月24日，區院法官郭啟安裁決暴動罪罪名不成立。郭啟安引述終審法院2010年奶昔落迷魂藥殺夫案「寧縱毋枉」的法律原則，在普通法下，法庭審理刑事案件一直奉行「無罪推定」和「疑點的利益歸予被告」原則。而控方也未能證明湯氏夫婦當日曾經身處德輔道中，而17歲少女被告只是圍觀，未能證明參與集結。不過湯偉雄和杜依蘭無牌持有無線電對講機罪名成立，各罰款港幣1萬元。不少到場支持的人士得悉裁決後感動落淚。而湯偉雄和杜依蘭透露，在宣佈裁決前，兩人情緒幾乎崩潰。而脫了暴動罪也不會慶祝，因為目前有不少示威者還未得到公平的裁決。